# Confraternita del Carmine di Mottola
La Venerabile Confraternita Maria SS.ma del Monte Carmelo sotto il Titolo delle Anime del Purgatorio è una confraternita cattolica, composta da fedeli uniti nella devozione verso la Beata Vergine Maria del Monte Carmelo, situata nei locali della Chiesa della Beata Vergine del Carmelo di Mottola.

## Storia
La nascita della Confraternita del Carmine di Mottola è datata 12 Marzo 1701. Dai documenti emerge che Frà Carlo Scialpi, maestro dell'Ordine Carmelitano, si recò a Mottola per una serie di prediche da tenersi durante la Quaresima. Questo monaco, avvertito tanto fervore dei fedeli verso la Madonna del Carmine, per la quale già si costruiva una Cappella in paese, e avendo saputo delle loro frequenti processioni penitenziarie verso la grotta Mariana, a tre chilometri dall'abitato, fece subito giungere alla Curia Vescovile di Mottola una petizione perché la nuova chiesa urbana avesse una pia fratellanza sotto il titolo di "Maria SS. del Carmine ed Anime del Purgatorio".
Il 19 Marzo 1701 la Curia Vescovile di Mottola diede assenso alla nuova Confraternita.
Si ha notizia che in data 20 Marzo 1701 i Confratelli, riunitisi per la prima volta nella Cappella di San Giacomo Apostolo, elessero come Rettore il Rev.do Sig. Can. Francesco Antonio Marinosci e come Priore il Rev.do Sac. Vito Antonio Capraro. In quella riunione i Confratelli decisero di acquistare con i "profittevoli delle orazioni e delle dovozioni" un quadro per poi collocarlo nella nuova Cappella che era in costruzione.
Il 5 Novembre 1779 poi, il Canonico Giovinazzo, il Priore Francesco Scarano e tutti i Confratelli chiedono a Sua Maestà Ferdinando IV il "Real Placido" affinché la confraternita assuma lo status di "Corpo Lecito" e avesse una sua "Sovrana Determinazione". Il 5 Giugno 1780 a Napoli viene decretata una norma speciale che approva il Regio Assenso alla "Confraternita di Mottola, in provincia di Otranto, per il Buon Regolamento e per un Buon Governo di Essa, per l'elezione degli Officiali, per il godimento dei suffragi ed altro". Il successivo 16 Luglio 1781 si svolgevano (in prosecuzione del Regio Assenso), le elezioni per il rinnovo del Consiglio: come Rettore fu eletto il Rev.do Sac. Nicola Colavita e come Priore il Sig. Gioacchino Marinosci.
Il 20 Maggio 1819, venne formato dal Priore Francesco Merlini il Comitato Festa che avrebbe organizzato negli anni a venire la Festa della Titolare. Nel 1858, l'allora Priore della Confraternita Pietro Agrusti, dopo aver informato il Vescovo di Castellaneta, chiese al Generale dell'Ordine dei Carmelitani a Roma la facoltà di poter utilizzare, invece del sacco bianco, quello color pane (volgarmente detto "caffè"). La risposta fu positiva e nel testo in latino è scritto: "concedimus facultatem confraternitatis saccum albi coloris in alium coloris panis nuncupati commutandi".
Intorno al 1857, il Priore Nicola Laino, ricevuto il parere favorevole dell'Assemblea, commissiona ad Antonio Maccagnani i "Sacri Misteri", ovvero gruppi statuari che rappresentano alcune scene della Passione di Gesù. Il 26 Novembre 1858 la Confraternita si lega all'Ordine Carmelitano. Il 4 Marzo 1860, i gruppi statuari vengono consegnati al Sodalizio e portati in processione nella mattinata del Venerdì Santo per la prima volta il 6 Aprile 1860. Nel 1873 la Confraternita commissiona l'allungamento della Chiesa nella sua forma attuale. Nel 1986 viene commissionata dall'allora Priore Cav. Francesco Scarano la realizzazione de "La Pietà" dai Fratelli Gallucci di Lecce. Nel 1998, la Processione del Sabato Santo conterà anche "La Deposizione", realizzata sempre dai Gallucci. Nella Quaresima del 2011, viene istituito l'abito sociale per le Consorelle, assegnando loro un posto da protagonista dopo 310 anni.

## L'abito confraternale
L'abito sociale della Confraternita è composto come segue:
Per gli uomini
- Camice: di colore bianco, stretto all'altezza del sottoventre e che termina in basso con una merlettatura raffigurante in serie alternata una croce ed un calice;
- Cingolo: che si lega alla cinta di cotone bianco intrecciato con all'estremità due nappe dello stesso colore pendenti nella parte destra;
- Scapolare: simbolo Carmelitano per eccellenza, consiste di due piccoli panni di lana tessuta a mano a forma rettangolare di color marrone, uno pendente sul petto con la scritta "DECOR", l'altro sulle spalle con la scritta "CARMELI";
- Mozzetta: mantella di color paglierino con cappuccio e occhielli marroni;
- Cappuccio: di color bianco con due fori all'altezza degli occhi che tranne durante la Settimana Santa si porta piegato sullo stesso capo del Confratello;
- Scarpe: di color bianco;
- Guanti: bianchi.

Durante la Settimana Santa poi i Confratelli si dotano del:
- "lù prdon" (il bastone del pellegrino o perdono): un bordone di legno color bianco con le estremità e l'impugnatura di colore nero (usato dalla Settimana di Passione sino al Triduo Pasquale);
- "la sp'nedd" (la corona di spine): una corona ricavata da polloni di melograno intrecciata e posta da sopra al cappuccio (usata dal Mercoledì delle Ceneri fino al Sabato Santo, ad esclusione delle Domeniche di Quaresima);
- "ù lutt" (il lutto): ovvero un fiocco nero applicato alla sinistra della mozzetta a simboleggiare il momento mesto che vive il Confratello (usato durante l'Azione Liturgica in Passione Domini ed il Sabato Santo).

Per le donne
- Camice:  di colore marrone;
- Scapolare: simbolo Carmelitano, consiste di due piccoli panni di lana tessuta a mano a forma rettangolare di color marrone, uno pendente sul petto raffigurante il quadro delle Anime del Purgatorio posto in Chiesa , l’altro sulle spalle con le insegne della Confraternita;
- Veletta: di color beige (nera dal Mercoledì delle Ceneri fino al Sabato Santo, ad esclusione delle Domeniche di Quaresima);
- Scarpe: di color beige;
- Guanti: bianchi (neri dal Mercoledì delle Ceneri fino al Sabato Santo, ad esclusione delle Domeniche di Quaresima).

Durante la Processione del Sabato Santo le Consorelle cambiano abito indossando:
- Camice: di color bianco;
- Scapolare
- Cingolo: bianco (nero per le portatrici delle Tre Croci);
- Cappuccio: di color bianco con due fori all’altezza degli occhi portato piegato sullo stesso capo della Consorella;
- “la sp’nedd” (la corona di spine): una corona ricavata da polloni di melograno intrecciata e posta da sopra al cappuccio;
- “ù lutt” (il lutto): ovvero un fiocco nero applicato alla sinistra della mozzetta a simboleggiare il momento mesto che vive la Consorella.

Dal 2018, il Consiglio della Confraternita si è dotato di propri scapolari, diversi da quelli degli altri Confratelli. Ciò segnerà il simbolico passaggio di consegne dei Consigli negli anni a seguire.

## La Festa in onore della Madonna del Carmine

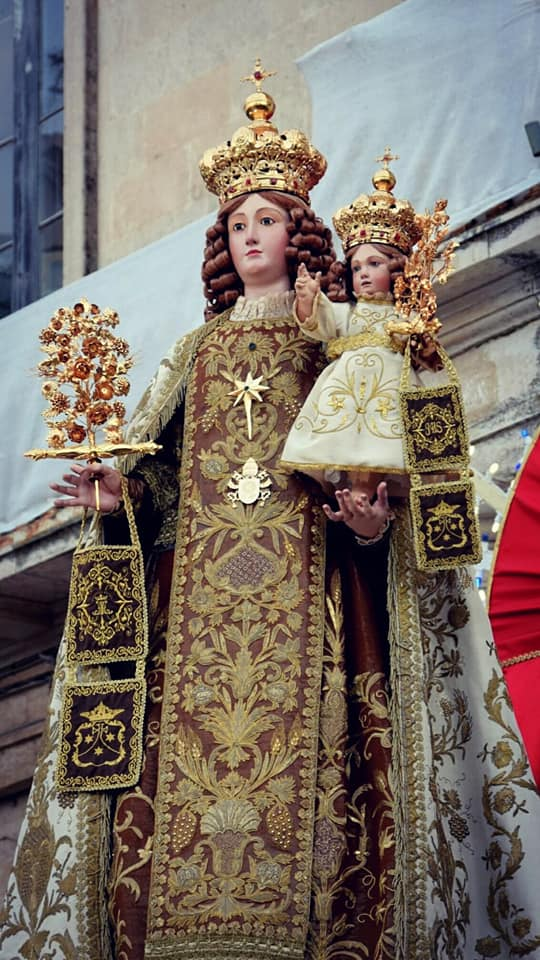
Simulacro della Beata Vergine Maria del Monte Carmelo, venerato nell'omonima Chiesa.

La devozione alla Madonna del Carmine a Mottola nasce nel lontano 22 Aprile 1506, giorno in cui sarebbe apparsa la Madonna ad un Chierico mottolese, Francesco Pietro di Filippo, in una contrada alle pendici del paese.
Notizie antiche e certe sulla festività sono rade: si sa solo che nel XVII secolo la fervente devozione della città mottolese fa sì che sorga un'altra chiesa entro le mura urbane.
Dalla data ufficiale di nascita della Confraternita, fino al 1819 non si hanno notizie certe, di com'erano svolti i festeggiamenti in onore della Beata Vergine del Carmine, in quanto in archivio non esiste nessun dato certo.
Esiste un verbale datato 20 Maggio 1819, ove si evince che l'allora Priore Sig. Francesco Merlini convocò un'assemblea di tutta la Confraternita "per eligersi i Deputati della festività della Beata Vergine". Altre notizie si hanno da un articolo di un giornale locale del 1892 dove viene dato appuntamento alla "solita festa del Carmine". Lo stesso giornale, dopo i giorni di festa commenta in maniera positiva l'avvenimento "che richiama sempre più persone". Già da allora come si può apprendere le feste erano composte da bande e batterie pirotecniche. Sino alla prima metà degli anni Sessanta la gente offriva alla Confraternita anche generi cerealicoli che poi venivano venduti dalla stessa.
La festa, celebrata il 16 Luglio, generalmente dura due giorni e vede la partecipazione di rinomati complessi bandistici che si alternano in pezzi di opera lirica sulla cassa-armonica, luminarie e ogni qualcosa che riporti nel paese il clima di festa.
Il giorno della festa la Chiesa del Carmine vede la celebrazione di sei messe nell'arco della mattinata, più una Santa Messa nel Santuario Mariano della "Madonn Abbasc". A Mezzogiorno nella Chiesa si tiene la Supplica alla Vergine del Carmelo.
La Processione esce verso le cinque del pomeriggio e vede la partecipazione di molti Confratelli. La settecentesca statua della Vergine e portata a spalla dalla "Colonna dei Massari", per rievocare un'antica protezione Carmelitana verso gli allevatori del paese. Infatti si dice che durante una particolare estate secca e senza piogge gli allevatori chiesero supplica alla Vergine per i loro campi di grano e fu concessa la grazia di una lunga pioggia e di un abbondante raccolto. Per i mottolesi è considerata infatti la "Patrona dei Massari".
La festa solitamente termina con i fuochi pirotecnici. Agli inizi degli anni Novanta si è vista anche la partecipazione di famosi cantanti come: Orietta Berti, Gigliola Cinquetti, Massimo Modugno, Fiordaliso. Nel 2016, il gruppo dei "Terraross" fu protagonista della Festa. Dal 2017, sono state introdotte le luminarie ad accensione musicale.
In occasione del Bicentenario dei festeggiamenti esterni, la Confraternita ha ospitato Mons. Antonio Parisi che ha tenuto il concerto "Virgo Carmeli" (12 Maggio 2019). Il 14 Luglio, con la Solenne Celebrazione Eucaristica si è aperto l'Anno Giubilare straordinario.

## I Riti della Settimana Santa
Momento topico e di grande rilievo della Confraternita, sia a livello locale che nazionale, sono i Riti della Settimana Santa, che raggiungono la loro massima intensità spirituale nel Triduo che va dalla Messa del Giovedì Santo alla Processione dei "Sacri Misteri" del Sabato Santo. I Riti rientrano anche nel circuito turistico religioso Settimana Santa in Puglia.

### Eventi Quaresimali
Il Sodalizio dà il via alla Quaresima prendendo parte alla Santa Messa del Mercoledì delle Ceneri. Per l'occasione, i Confratelli indossano per la prima volta durante questo tempo la corona di spine e le Consorelle indossano la veletta nera.
Dalla I° Domenica di Quaresima si svolge il Pio Esercizio della Via Crucis Dolorosa, riprendendo l'antica tradizione secondo la quale i Confratelli si riunivano nell'allora Cappella del Carmine per recitare la Via Crucis. I testi sono quelli di Pietro Metastasio e la funzione è officiata dal Padre Spirituale del Sodalizio ed animata dal Coro.
Nella V° Domenica di Quaresima si tiene l'annuale appuntamento con il Concerto della Passione, che passa in rassegna le migliori marce funebri della tradizione mottolese e tarantina. Le marce sono eseguite dall'Associazione Musicale "U. Montanaro" di Mottola. Durante la manifestazione è assegnata la "Troccola d'Argento" al Confratello che più si è distinto.

### Settimana Santa

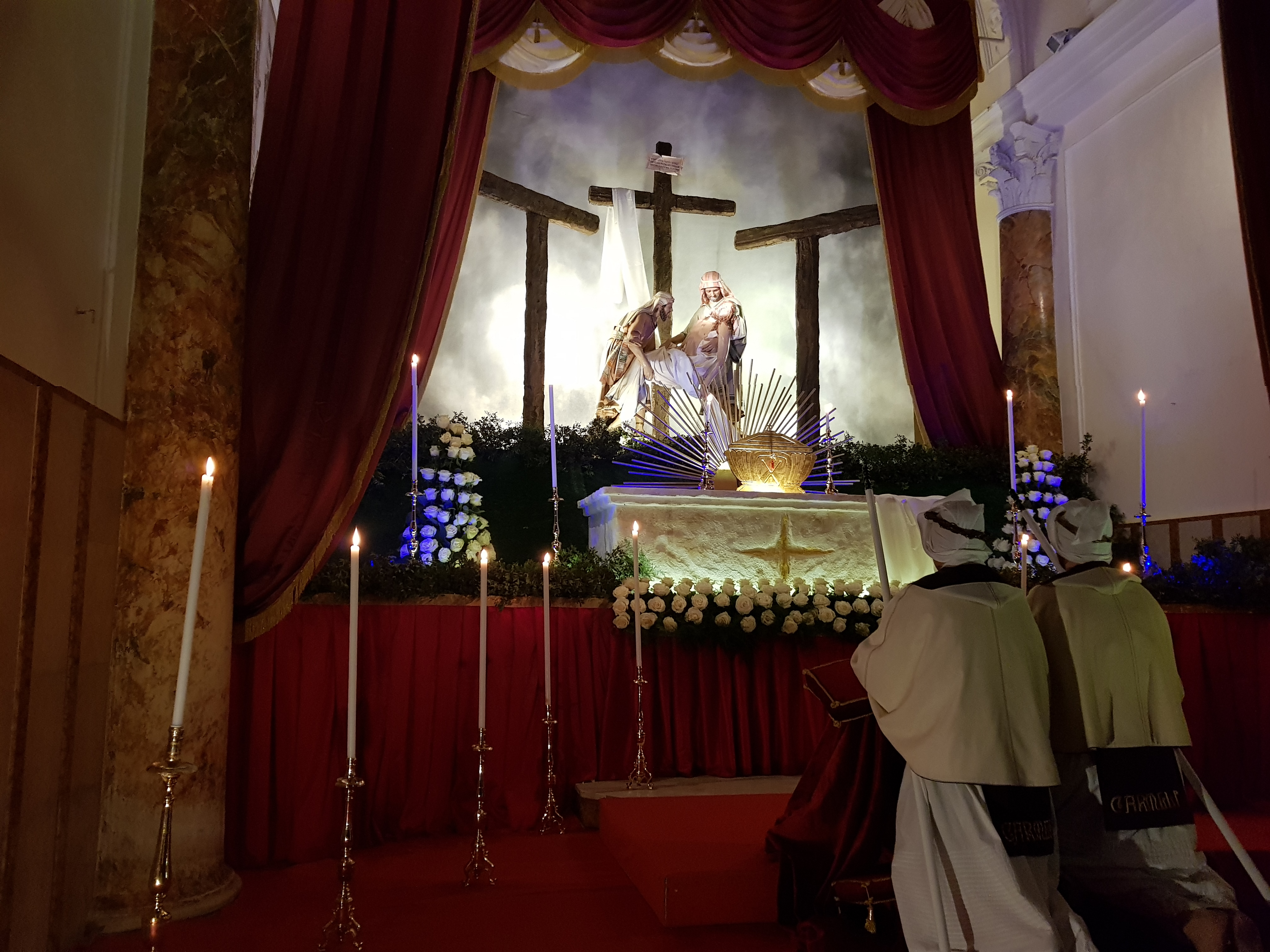
Paranze in adorazione dell'Altare della Reposizione

La Confraternita prende parte alla Messa in Coena Domini. I Confratelli indossano l'abito sociale del Sodalizio, portando tra le mani "lù prdon", la corona di spine sul capo e sono rigorosamente scalzi in segno di penitenza.
Al termine della Messa, i Confratelli si accoppiano, e riconosciuti in gergo mottolese come "Paranze" (dal Dizionario Etimologico Devoto-Oli la parola deriva da una forma meridionale “paro”: "paio") e preceduti da un Confratello con in mano la "Tric Trac", in abito scuro che annuncia il passaggio delle stesse, peregrinano nelle varie chiese della cittadina, alternandosi in preghiera dinnanzi ai Repositori. Sino agli anni '80, le Paranze peregrinavano tutta la notte. Attualmente dopo la sosta notturna riprendono il loro cammino all'alba del Venerdì fino al Mezzogiorno, quando gli altari delle varie chiese vengono spogliati per l'Azione Liturgica in Passione Domini.
Già alla prima alba del Sabato Santo poi si avvia dalla Chiesa del Carmine la Processione dei Sacri Misteri, che la tradizione vuole inizi all'alba e finisca a mezzogiorno (momento che sino ai primi del Novecento segnava l'arrivo della vera e propria giornata di Pasqua).
Molti sono i Confratelli e le Consorelle che vi prendono parte tutti rigorosamente scalzi tranne le donne che accompagnano il simulacro del Cristo Morto e della Madonna Addolorata.
Il Rito è aperto dal Troccolante. Seguono lo stendardo listato a lutto e la Croce dei Misteri. Successivamente è collocata la "bassa musica" (nota nel dialetto locale come “lu' fischett”), ovvero un quartetto di bandisti che aprono in maniera mesta l'intero gruppo processionale di Confratelli.

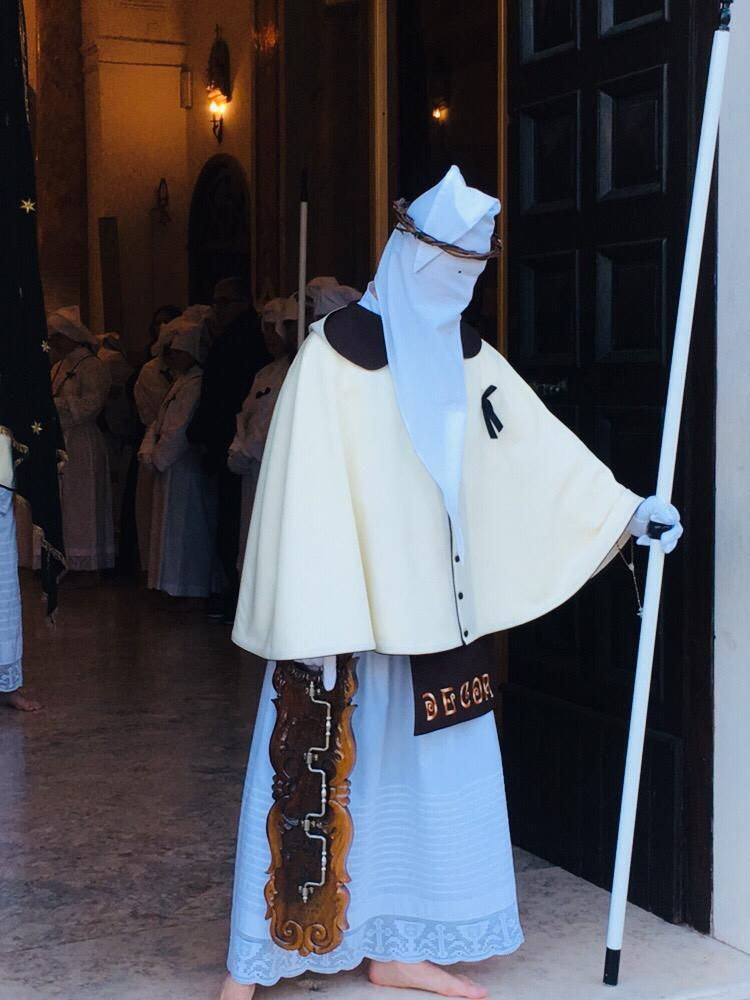
Il Troccolante apre il corteo processionale

La processione vede poi la presenza di dodici Misteri (gruppi statuari rappresentanti la Passione e Morte di Gesù) portati a spalla dai Confratelli, tra i quali vi sono collocate le coppie di Paranze:
- Gesù nell'orto degli ulivi (detto in dialetto locale "Supplicett");
- Gesù alla colonna (detto in dialetto locale "Nuzz d'alì");
- Gesù incoronato di spine (detto in dialetto locale "Cr'studd");
- La Caduta (detto in dialetto locale "Mal'catròn");
- La Serafina col volto di Gesù e la Veronica con la tunica;
- Gesù alla Croce (detto in dialetto locale "Crist alla cròsc");
- La Pietà;
- La Deposizione;
- Il Calvario.

Successivamente troviamo le Consorelle con l'abito che differisce da quello dei Confratelli, in quanto portano lo scapolare ricevuto al momento dell'ammissione nel Sodalizio e non indossano la mozzetta, di prerogativa maschile all'interno della Confraternita. Le donne portano tra le mani delle lance metalliche e alcuni simboli della Passione di Cristo nonché tre croci trascinate da tre Consorelle. Il tutto rigorosamente incappucciate e a piedi scalzi. Seguono poi le bande che con le loro marce accompagnano tutto il rito e la Bara del Cristo Morto, precedute dal Consiglio della Confraternita e scortata da Carabinieri in Alta Uniforme. Il simulacro è accompagnato da otto consorelle vestite a lutto con il capo coperto dalla veletta (antico simbolo meridionale di religioso lutto).

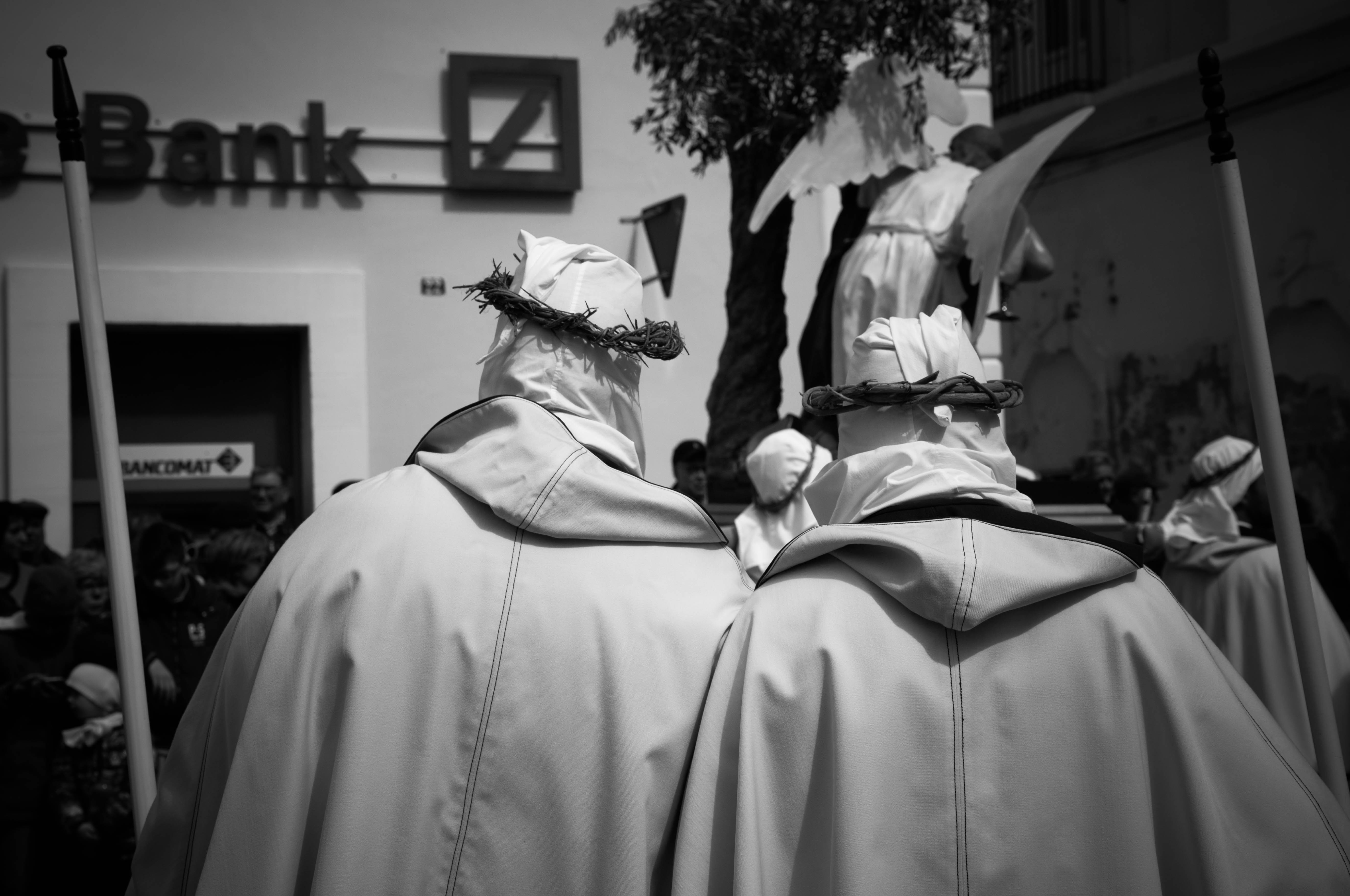
Le "Paranze" durante la Processione del Sabato Santo

Chiude questa straordinaria parata spirituale la statua dell'Addolorata, anch'essa accompagnata da quattro Consorelle vestite a lutto, seguita dai fedeli in preghiera.
Durante l'intero percorso della Processione, il Cristo Morto e dell'Addolorata sostano all'interno delle chiese cittadine per qualche minuto.
Negli anni questo pio rito ha trovato sempre maggior interesse da parte della cittadinanza mottolese e degli amanti del genere. È un rito che non si trascrive, bensì si tramanda da padre in figlio. Ogni madre è fiera del figlio che in penitenza, sfila come suo padre e come probabilmente suo nonno in una processione che non ha età e che inevitabilmente trascina tutti in una forte emozione spirituale. Le marce intonate dalle bande poi sono parte integrante della tradizione e suscitano sempre più maggiore interesse da parte di molteplici musicisti e\o compositori. Le marce più comuni sono di composizione tipicamente ionica come "Mamma", "A Gravame", "Grido di dolore" e altre di composizione meridionale come "Jone" e "Una lacrima sulla tomba di mia madre". Marcia simbolo della Processione della Confraternita del Carmine è "Tomba che chiudi in seno", scritta dal compianto compaesano M° Franco Leuzzi.
La Processione dei Misteri nel corso degli anni ha subito delle modifiche. Fino al 1859 la Processione era costituita da una sacra rappresentazione delle scene della Passione che l'anno successivo fu sostituita dai Sacri Misteri. Sia la rappresentazione che la Processione si svolgevano la mattina del Venerdì Santo. Dal 1956 la Processione esce all’alba del Sabato Santo.

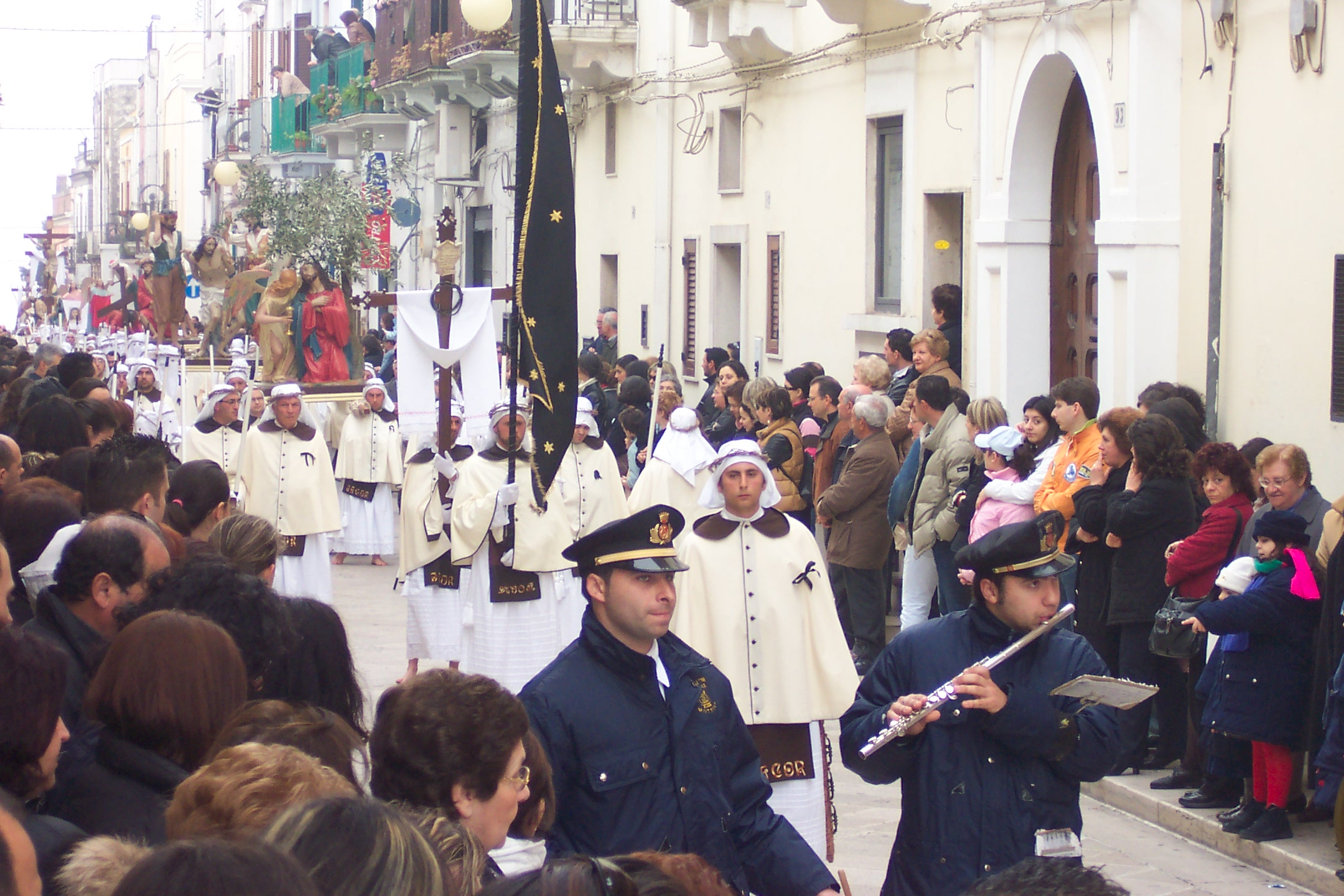
Lù Fischett'
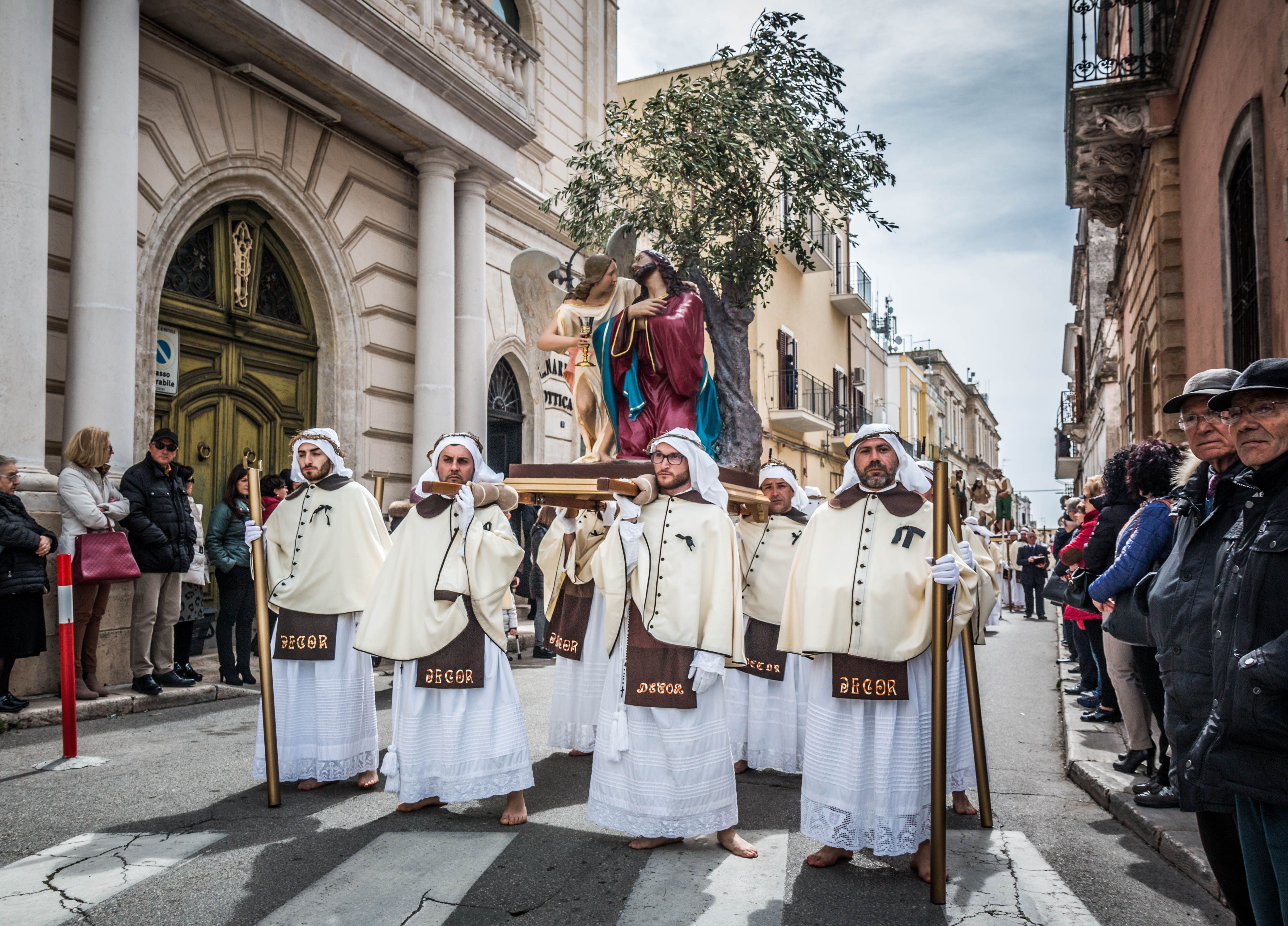
Gesù nell'orto degli ulivi
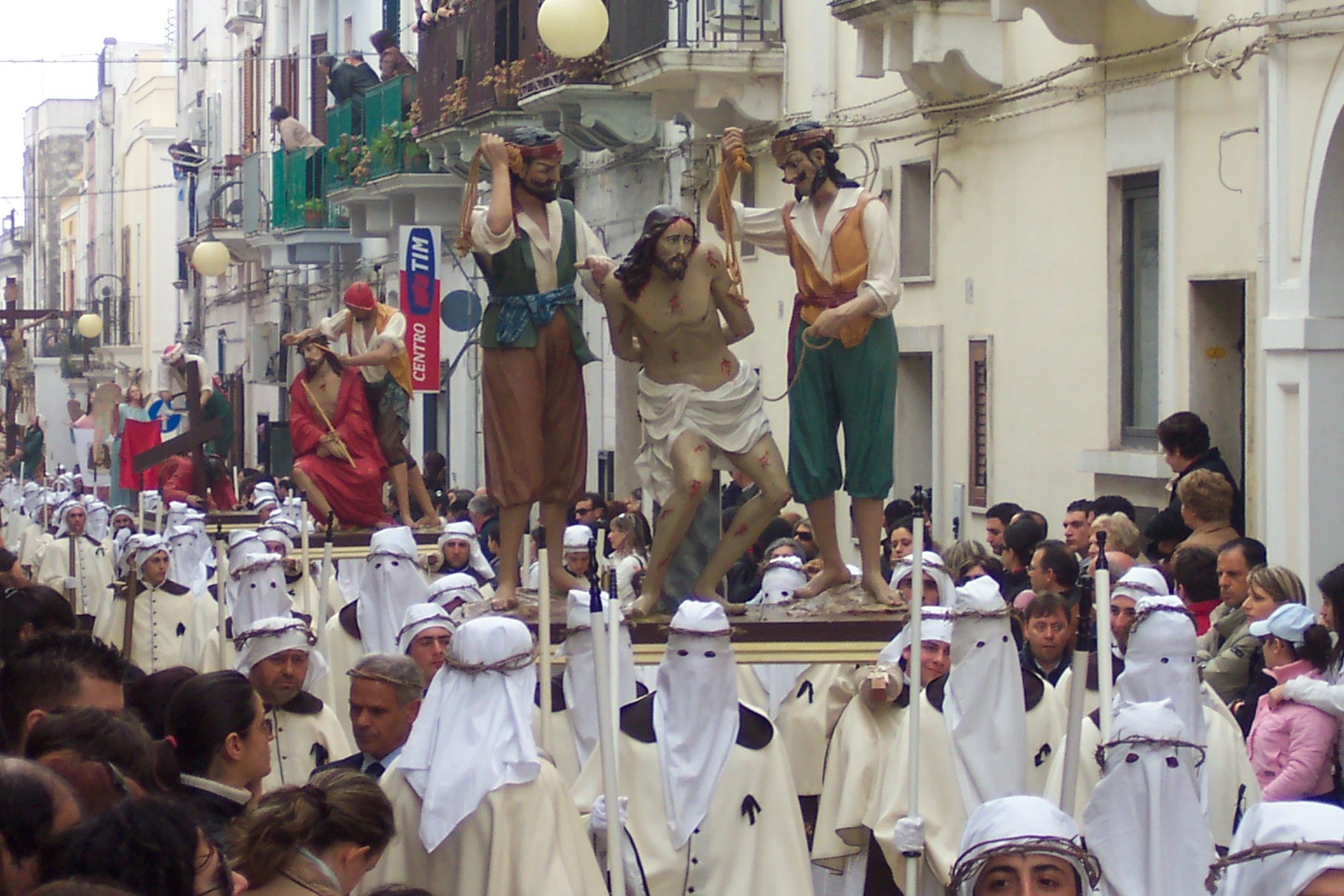
Gesù alla Colonna
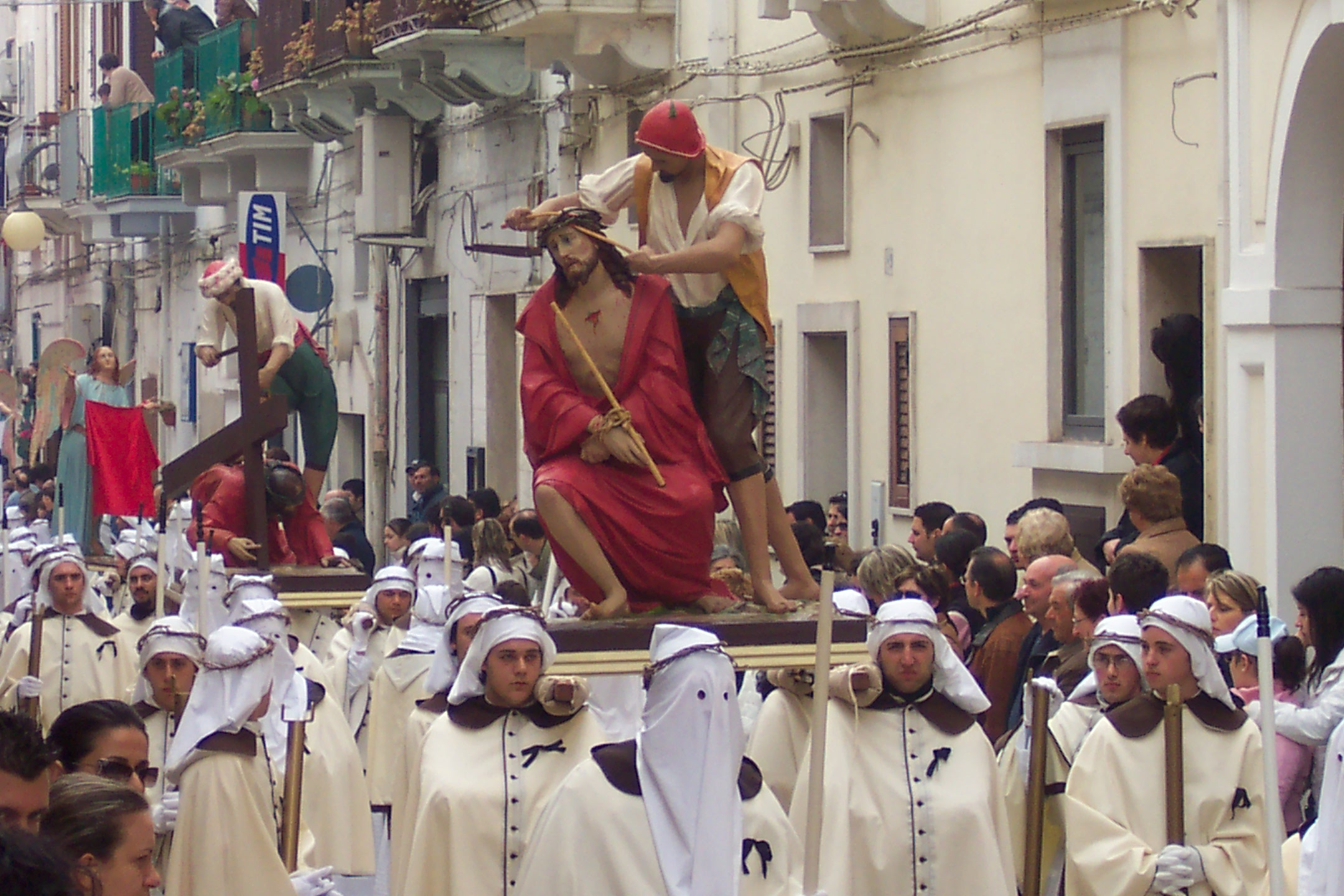
Gesù incoronato di spine
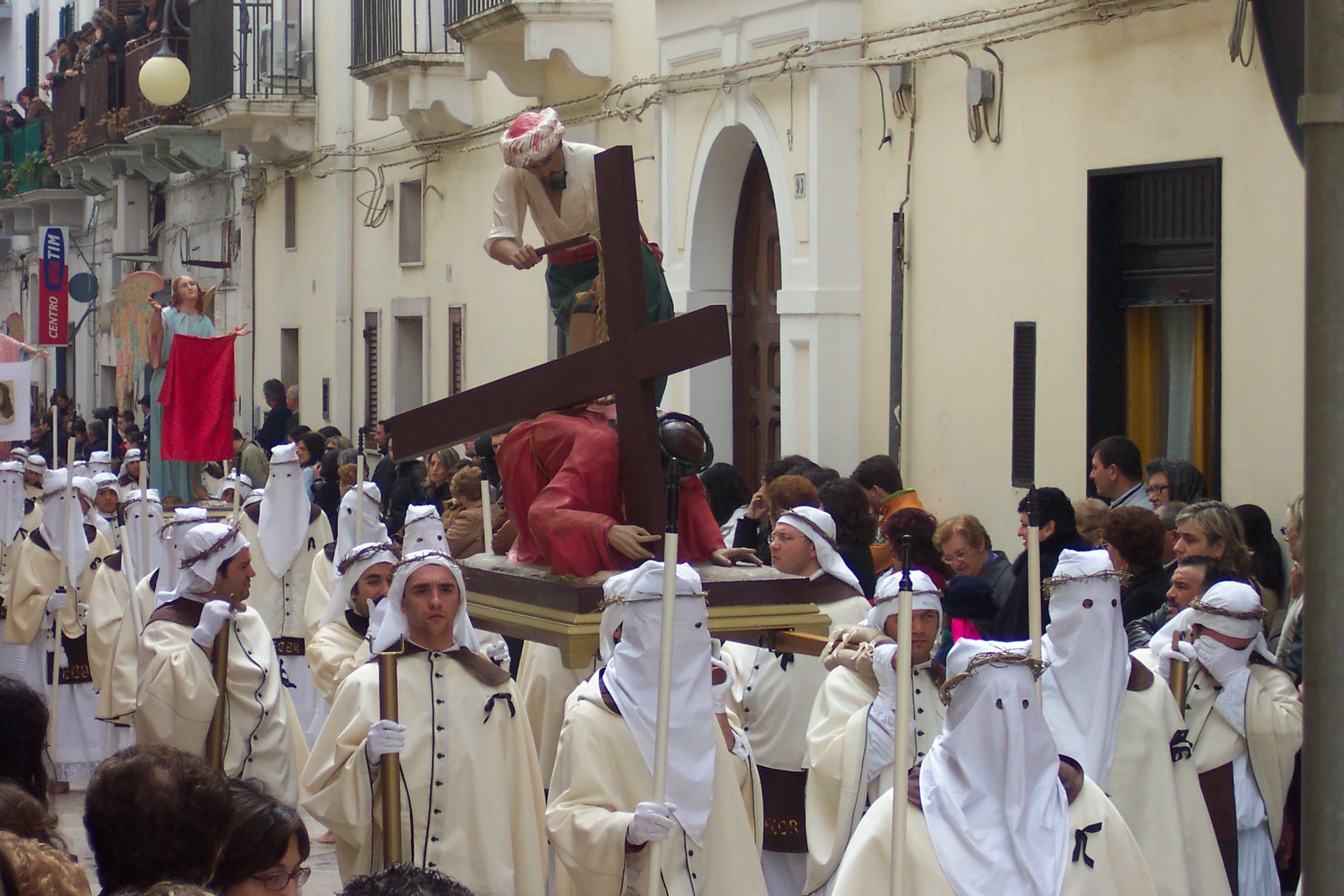
La Caduta
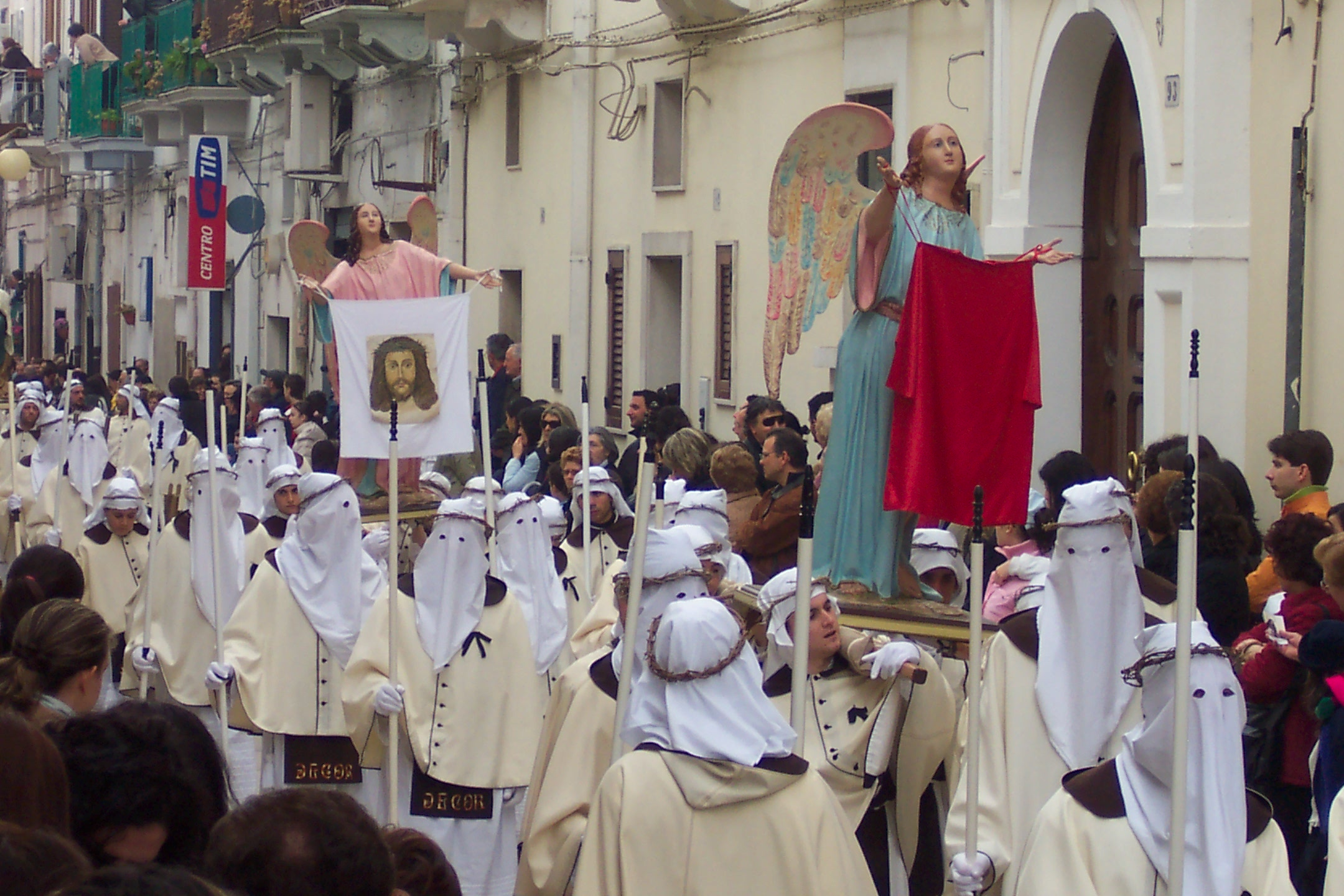
Veronica e Serafina
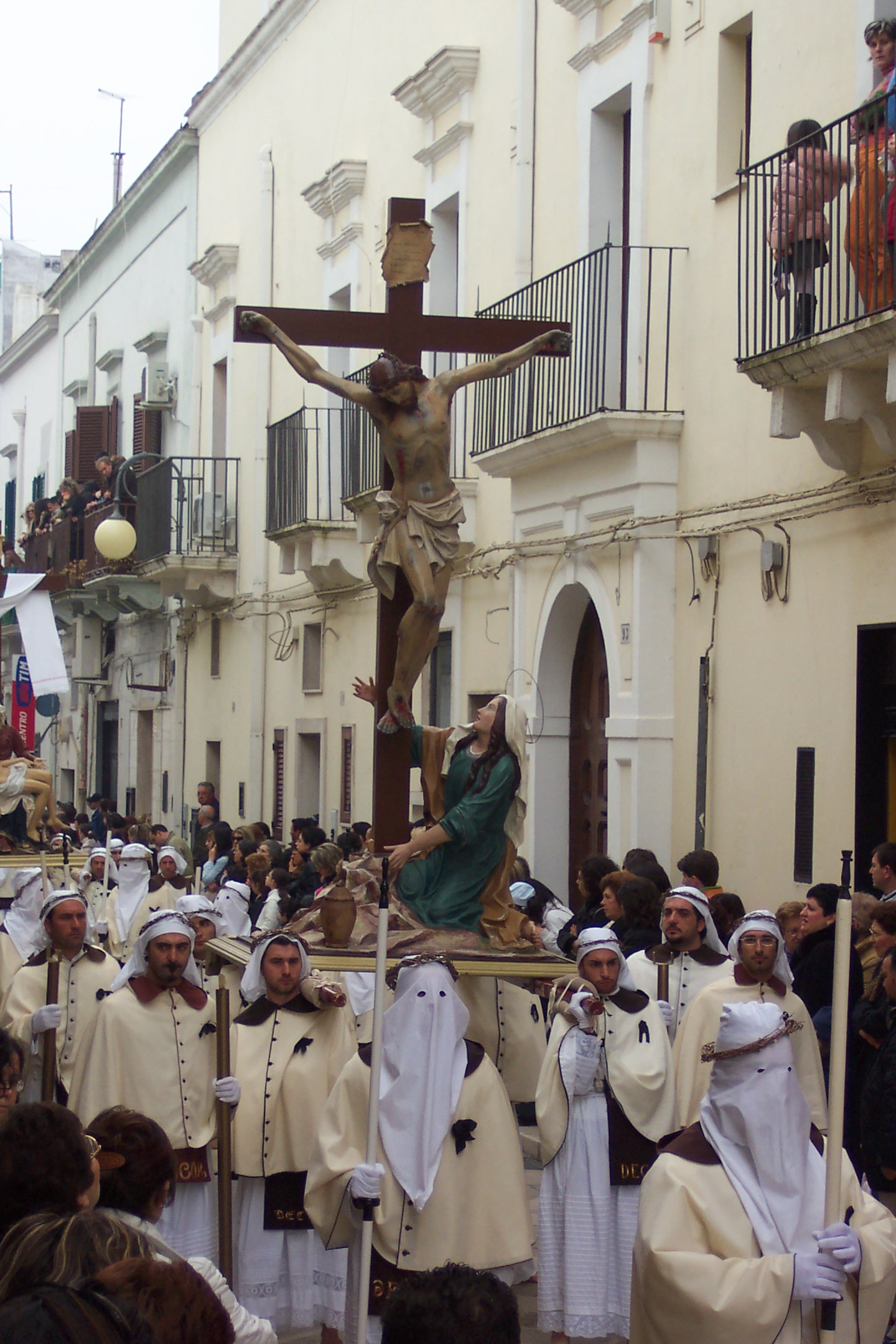
Gesù alla Croce
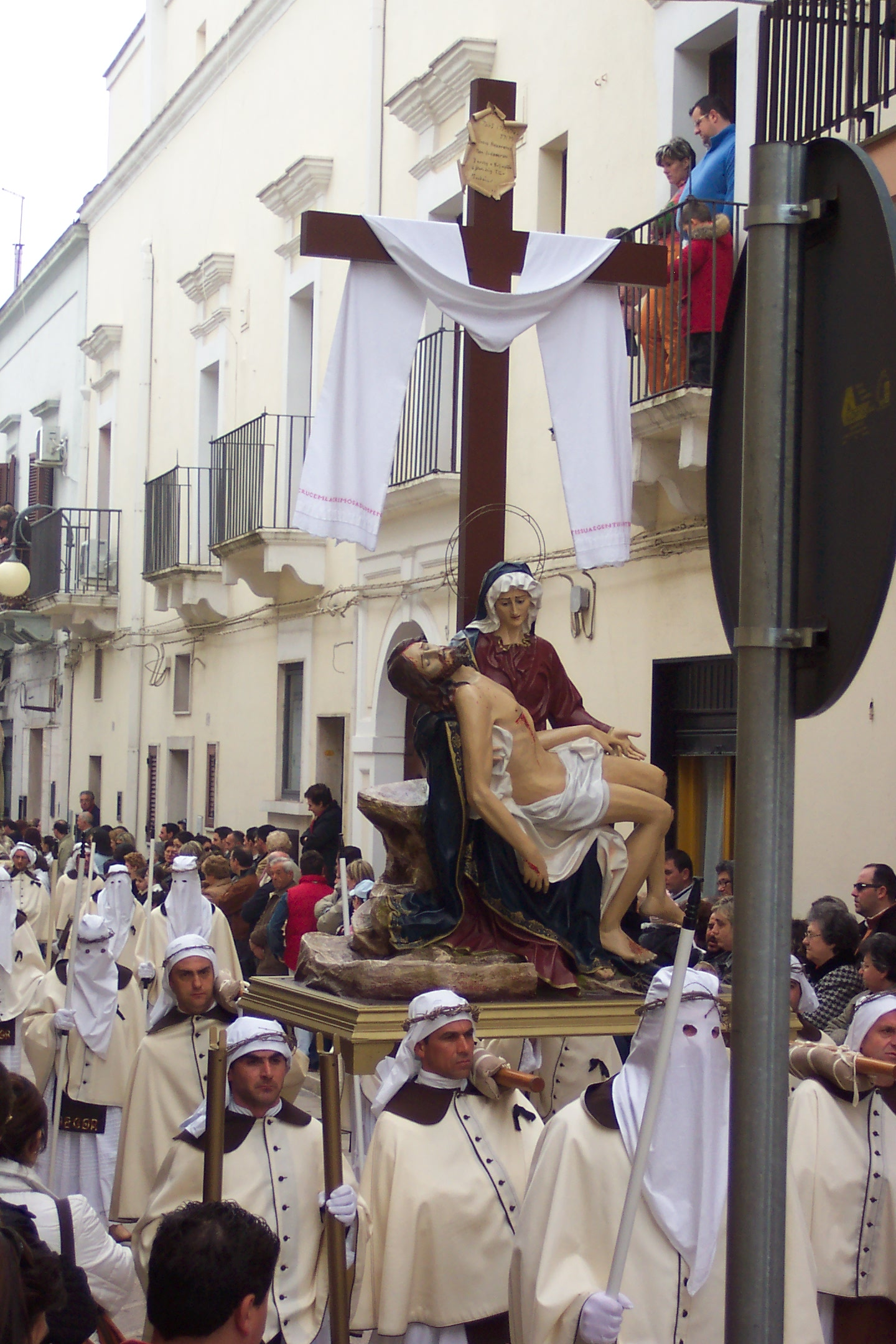
La Pietà
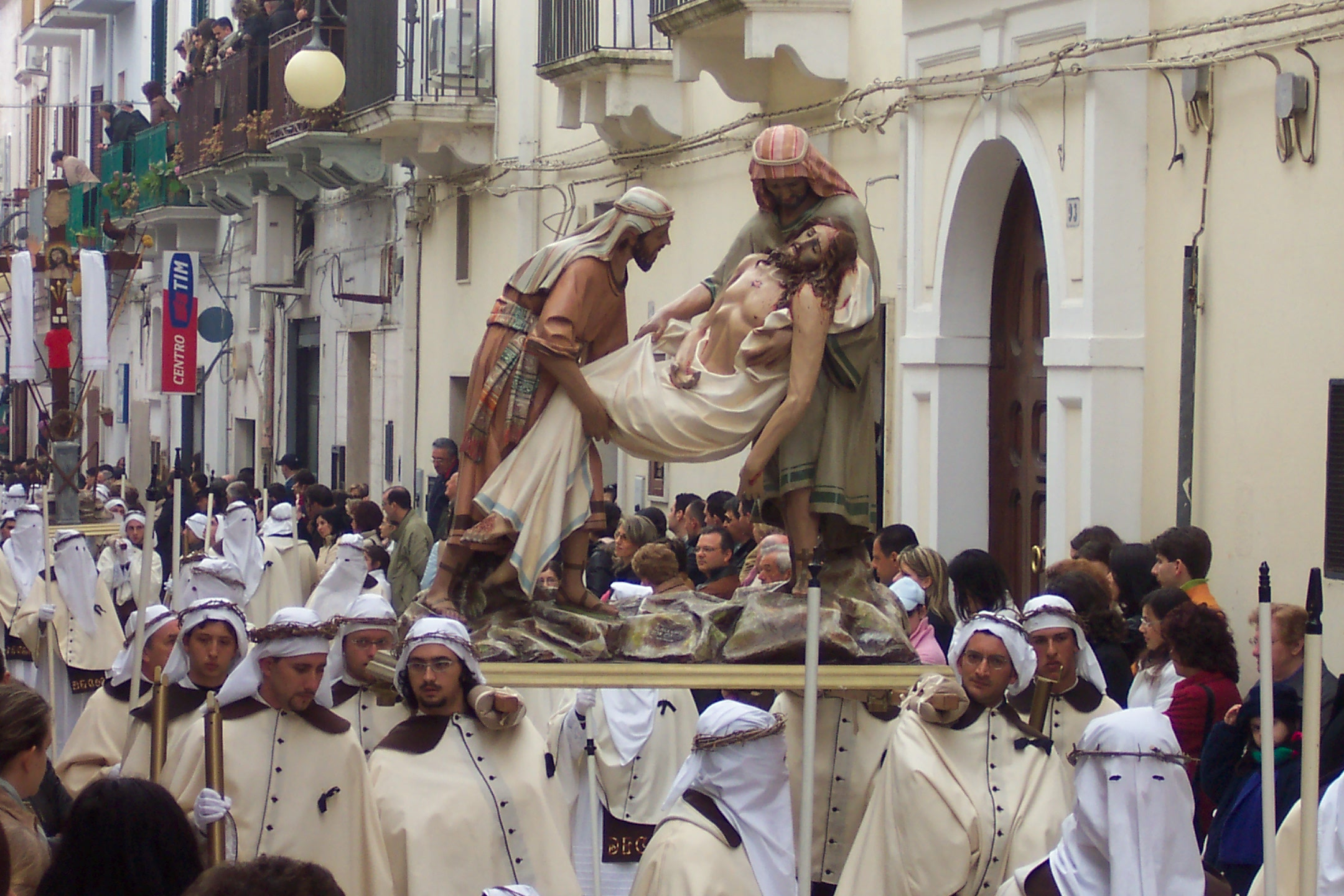
La Deposizione
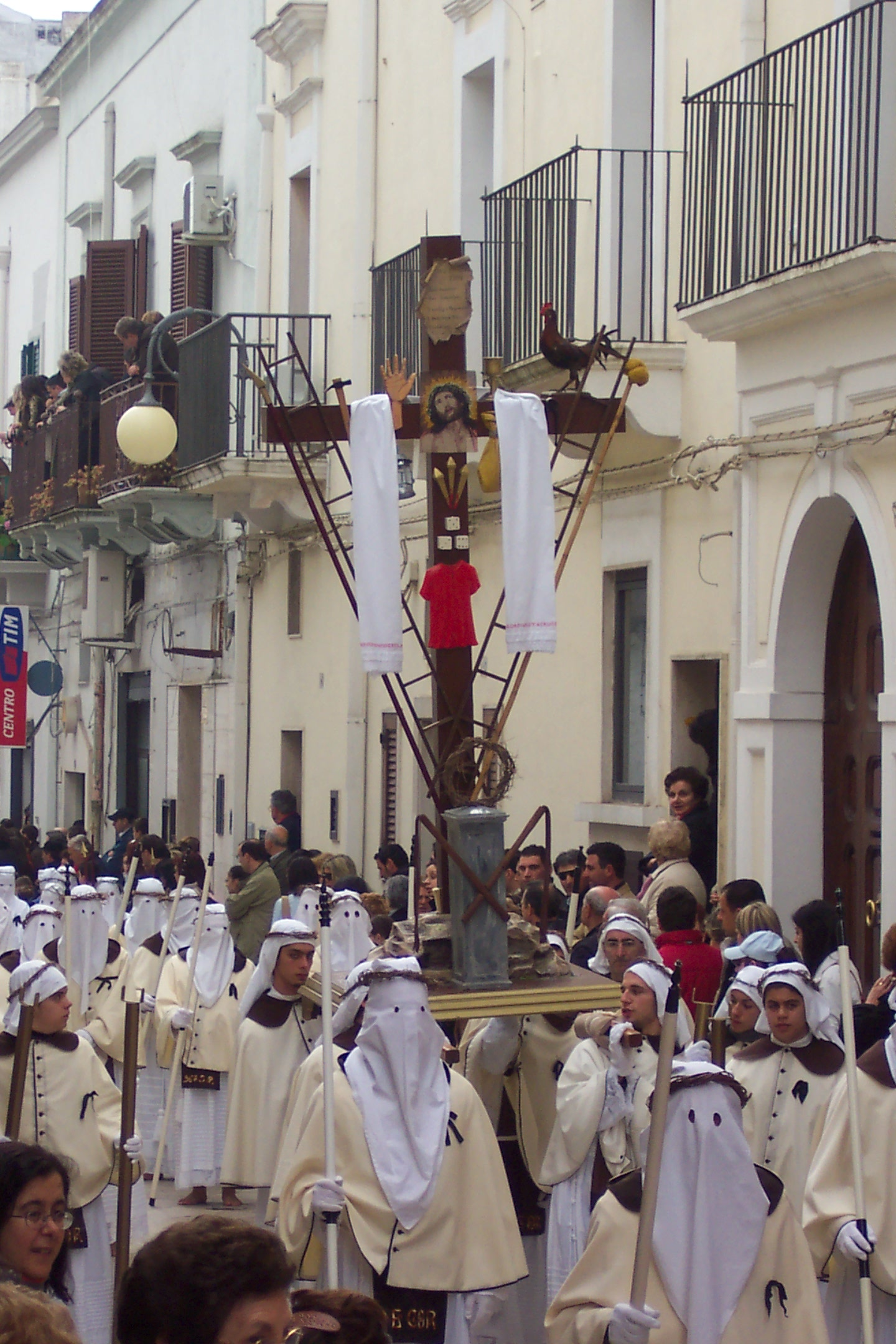
Il Calvario
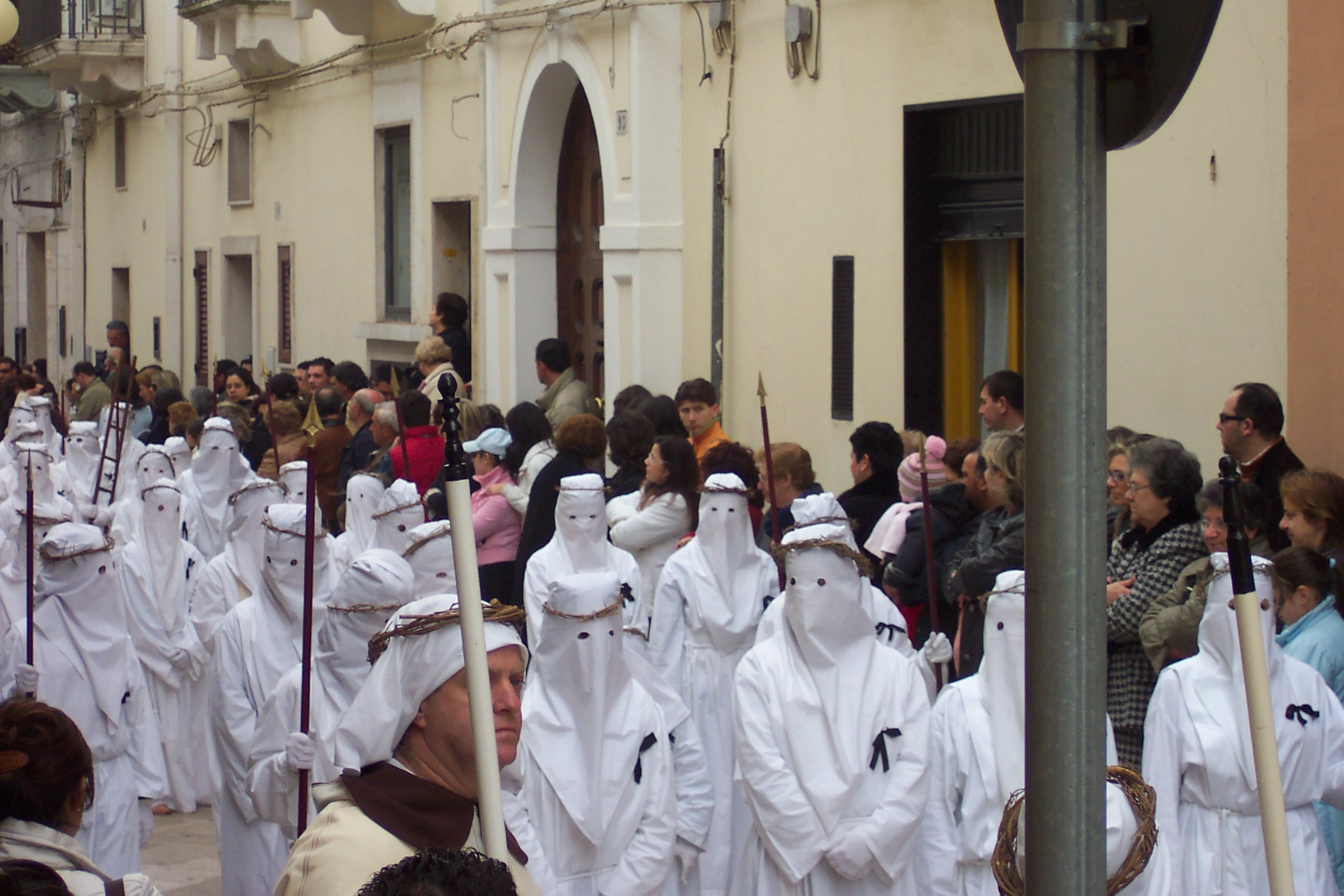
Le Consorelle
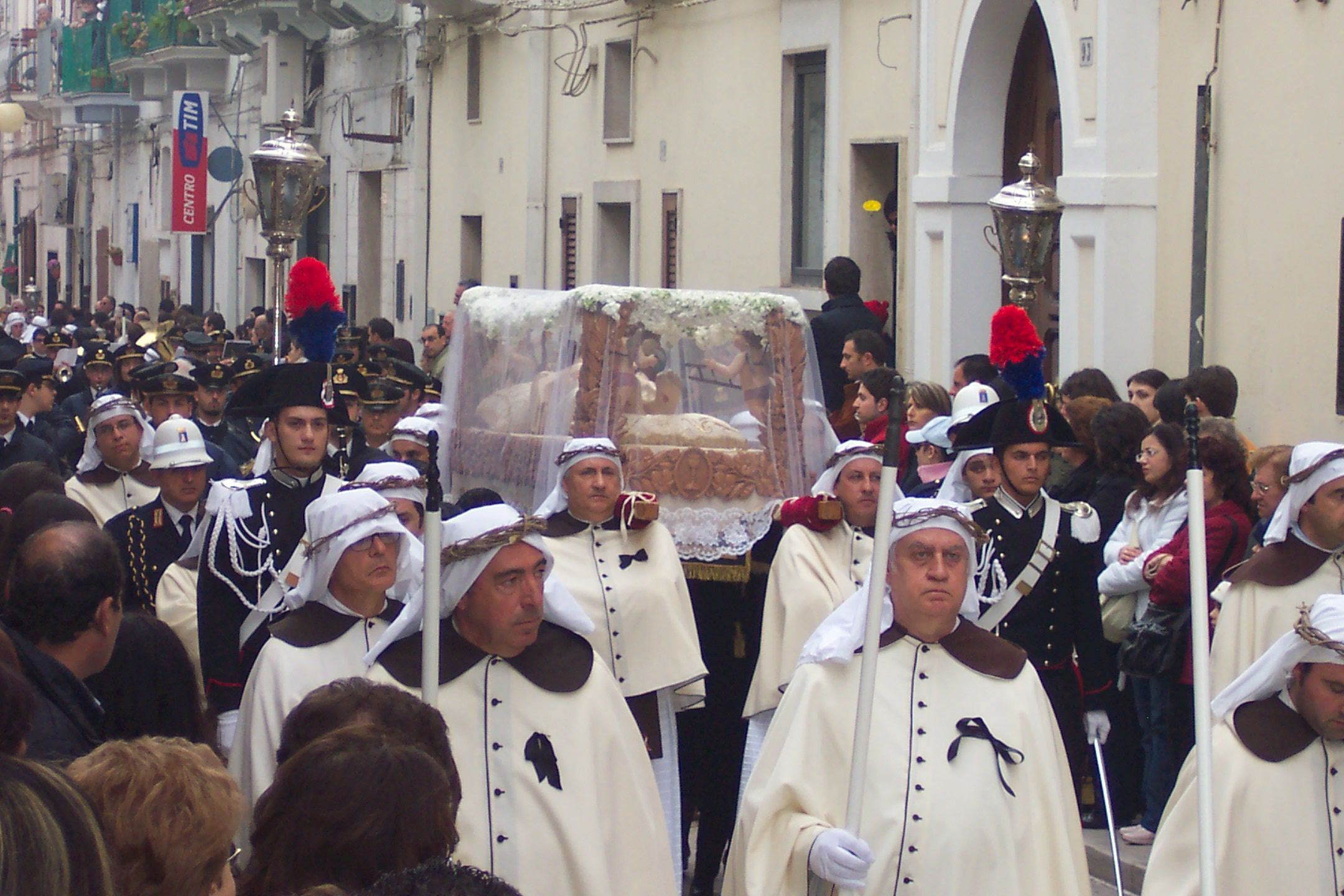
La Bara di Gesù Morto
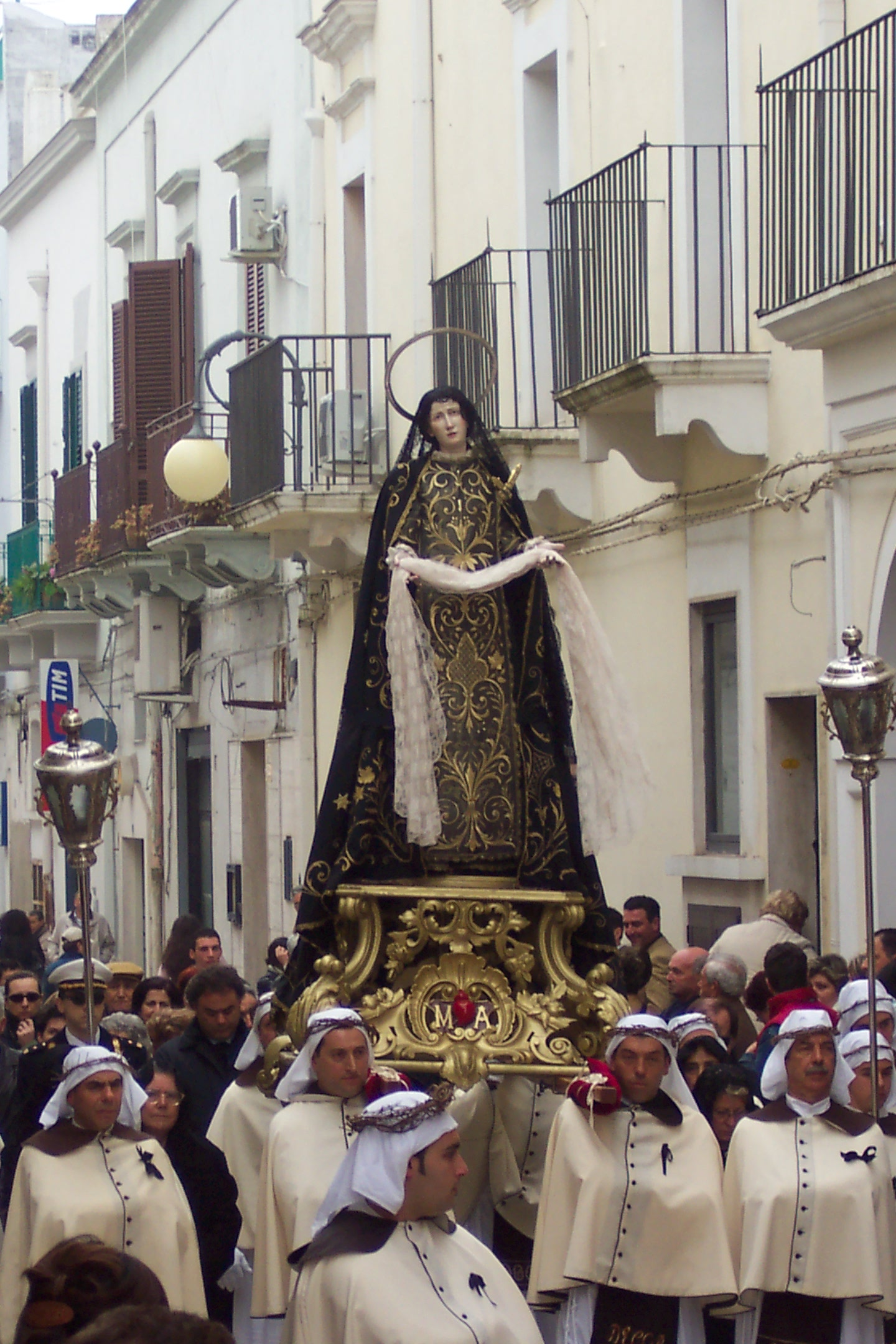
L'Addolorata

## L'Ottava di Pasqua

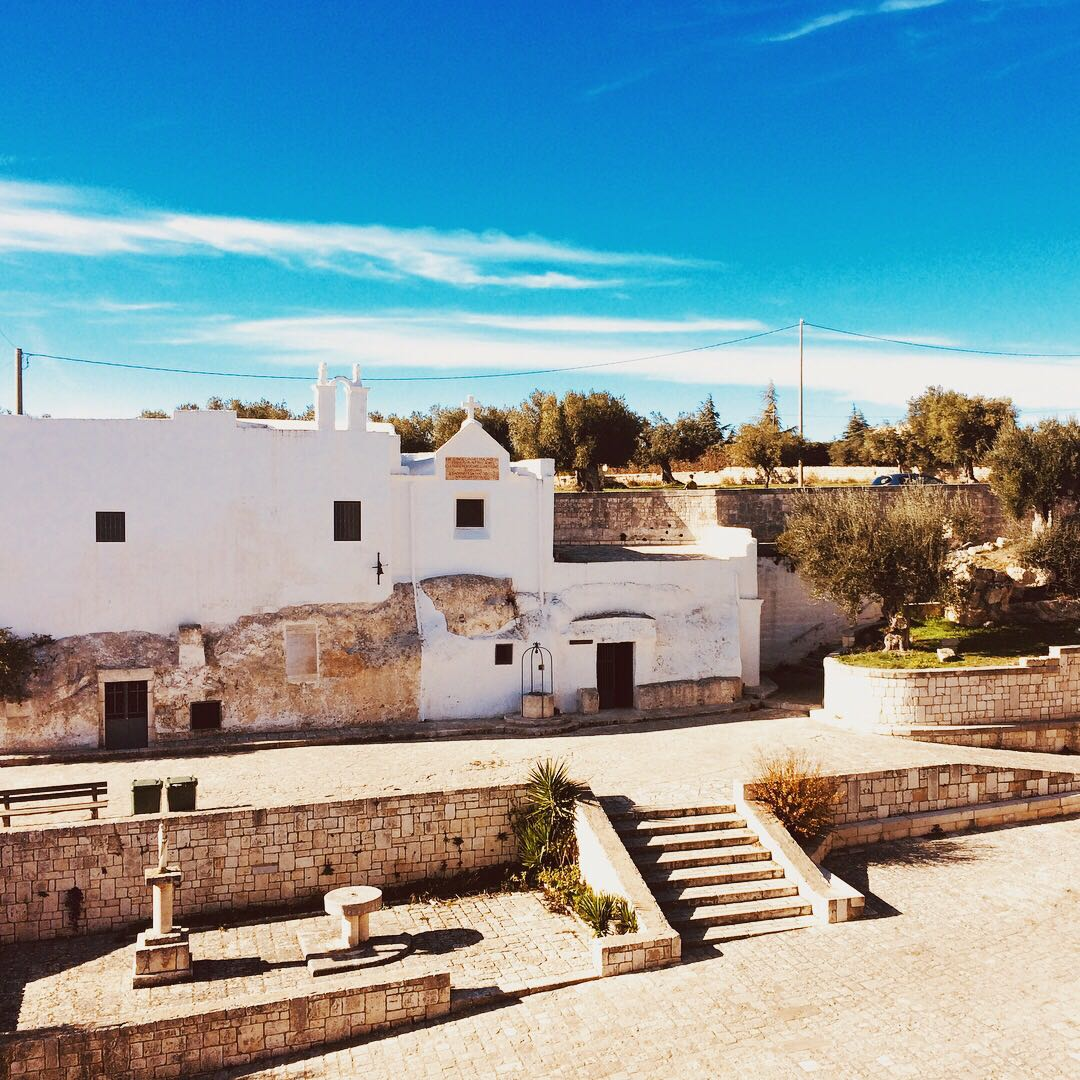
Veduta del Santuario della "Madonn Abbasc".

La domenica successiva alla Pasqua, la Confraternita esce in processione dalla Chiesa del Carmine, con la statua della Madonna del Carmelo.
Al mattino, la statua viene portata nel Santuario rupestre della "Madonn Abbasc" per essere venerata tutto il giorno e fare ritorno poi all'interno della Chiesa del Carmine. Il Santuario si trova alle pendici della collina, a due chilometri dal paese, da qui l'appellativo di "abbasc" che significa "di sotto" per distinguerla anche dalla Chiesa della "Madonna del Carmine" che si trova all'interno di Mottola.
La cappella è divenuta luogo di venerazione in seguito alla presunta apparizione della Beata Vergine, avuta dal chierico Francesco Pietro di Filippo, il 22 Aprile 1506.
La tradizione vuole che durante i sette sabati precedenti alla Domenica in Albis, il 16 Luglio e l'8 Settembre, la gente si avviasse al Santuario dalle strade di campagna, in preghiera e supplicante la Vergine del Carmelo. Questo luogo oltre essere stato meta di processioni penitenziali durante l'Ottocento, per invocare la fine del periodo di siccità (conosciuto come periodo della S'accarezz', della "secchezza"), è stato durante il novecento, luogo d'incontro delle madri che si scambiavano notizie dei figli e dei mariti che erano al fronte. In diverse occasioni alla cappella sono stati attribuiti miracoli e guarigioni.

## La Festa di Santa Lucia

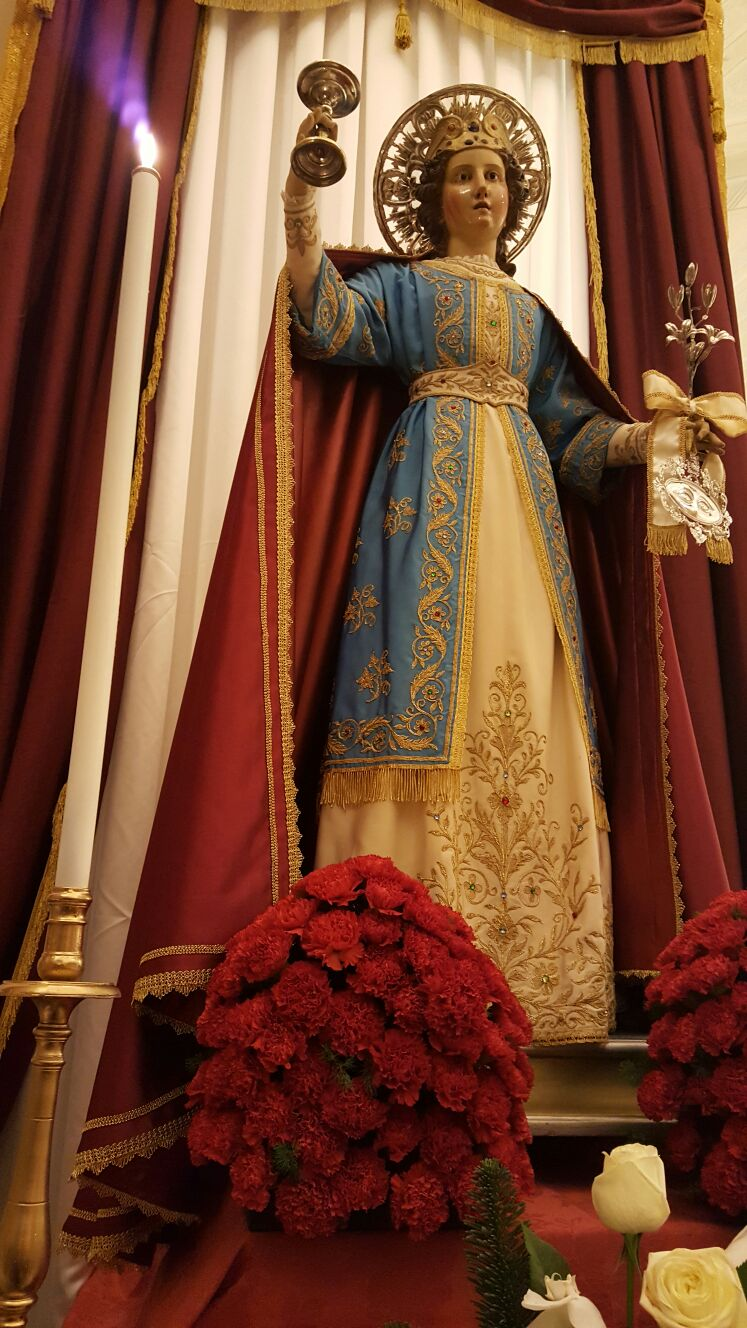
Simulacro di Santa Lucia venerato nella Chiesa del Carmine a Mottola.

Il 13 Dicembre la Confraternita del Carmine porta in processione la statua di Santa Lucia, venerata nell'omonima chiesa. Viene celebrato il Triduo in suo onore dal 10 al 12 Dicembre.
La processione si avvia per le strade del paese nel pomeriggio accompagnata dalle marce natalizie tipiche della murgia ionica-orientale comunemente appellate come pastorali.
Questa festività religiosa segna per la popolazione mottolese l'avvio delle feste natalizie. Dal 1976, in occasione del drammatico terremoto in Friuli, viene organizzata anche la Festa della Caritas, con mercatini di oggettini e di pietanze locali. Il ricavato della raccolta è destinato ai bisognosi di Mottola.
Nel 2017, il simulacro è sostato nella ex Cattedrale, in occasione della riapertura della Chiesa Madre, unitamente al ritorno di un'antica immagine raffigurante la Santa, custodita fino al 26 Novembre 2017 nella Sala Espositiva della Regione Puglia a Roma. Dal 2018, in concomitanza con le feste natalizie, la Confraternita organizza il Concerto di Natale Dolci Pastorali, eseguito dalla banda cittadina.

## Altri eventi
Durante l'anno, la Confraternita si occupa di organizzare vari eventi sia di carattere culturale che di pietà popolare:
- Solenni Quarantore: adorazione Eucaristica della durata di tre giorni organizzata nel periodo antecedente la Quaresima;
- Facies Passionis: rassegna artistica organizzata dall'Arciconfraternita del Carmine di Taranto, ha visto protagonista il sodalizio di Mottola con l'esposizione del Gesù incoronato di spine (2018), de La Caduta (2019), de L'Addolorata (2020) e de La Pietà (2023);
- Via Crucis nelle Domeniche di Quaresima: dal 2018, è stata ripresa l'antica tradizione di recitare la Via Crucis nelle Domeniche di Quaresima. In un antico verbale di Assemblea è menzionato questo Pio Esercizio. Vengono utilizzati i testi di Pietro Metastasio. Il rito è officiato dal Padre Spirituale della Confraternita;
- Concerto della Passione: dal 1983 la Confraternita, in collaborazione con la banda cittadina "U. Montanaro", organizza un concerto di marce funebri tipiche della provincia ionica. Dal 2017 è assegnato il premio de "La Troccola d'Argento" al Confratello che più si è distinto all'interno del Sodalizio;
- I Suoni della Passione: organizzata dal 2018, si svolge la Domenica delle Palme e la banda cittadina esegue alcune marce funebri;
- I Mercoledì delle Sette Allegrezze: questa pia pratica, già svolta nel passato, è stata ripresa negli ultimi anni e consiste nel recitare le sette allegrezze di Elia sul Monte Carmelo. Si svolgono nei sette Mercoledì che precedono la festa;
- Triduo all'Addolorata: nella storia della Confraternita, ha occupato un posto di rilievo il culto verso la Vergine Addolorata (in un verbale di fine '800 è menzionata anche la processione in suo onore). Viene celebrato il Triduo dal 12 al 14 Settembre. Il 15 Settembre, è celebrata la Solenne Eucaristia nella Chiesa del Carmine;
- Tavola Apostoli: riprende l'antica tradizione mottolese che consiste nel preparare una tavola imbandita di prodotti tipici per il passaggio, nella notte tra l'1 ed il 2 Novembre, delle Anime del Purgatorio. Si allestisce nel tardo pomeriggio del 1º Novembre, Solennità di Tutti i Santi;
- Concerto "Dolci Pastorali": un evento di nuova fattura, che ricalca il Concerto della Passione. Protagonista sempre il complesso bandistico di Mottola, vengono eseguite le "pastorali" tipiche del versante ionico ed alcuni canti liturgici propri del Tempo di Avvento.

## Udienza Generale da Papa Francesco, 30 Giugno 2016

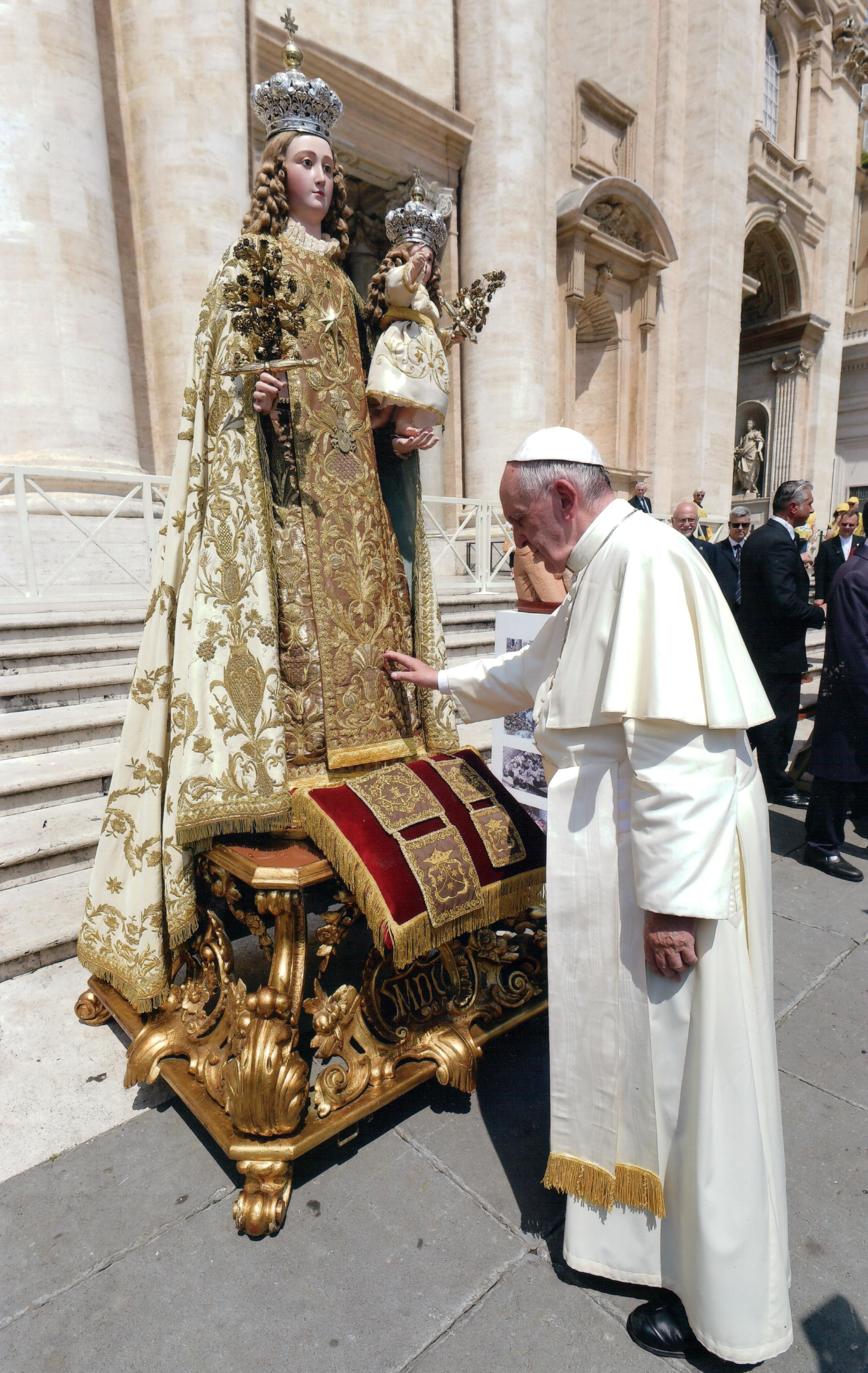
Papa Francesco benedice il simulacro della Vergine.

Il 30 Giugno 2016, durante l'Anno Santo della Misericordia, la Confraternita, accompagnata anche da una delegazione dell'Amministrazione del Comune di Mottola, ha portato in Piazza San Pietro, durante l'Udienza Generale, il simulacro della Vergine del Carmine, che è stato benedetto da Papa Francesco. Per l'occasione, sono stati presentati e benedetti dal Pontefice i nuovi Scapolari che la Vergine indossa nel periodo della Festa del Carmine. Al termine dell'Udienza, la statua ha attraversato la Porta Santa e per qualche minuto la statua è proceduta processionalmente nella Basilica di San Pietro.

## Anno Giubilare in occasione del Bicentenario della Festa del Carmine
Il 30 Giugno, ricorrendo il terzo anniversario dell'Imposizione degli Scapolari da parte di Papa Francesco, la Confraternita ha annunciato l'inizio di un Anno Giubilare in occasione del Bicentenario della Festa, visto il parere favorevole della Penitenzieria Apostolica. Il 14 Luglio, S.E. Mons. Claudio Maniago, dopo la Solenne Eucaristia, ha presieduto il rito dell'apertura della Porta Santa presso la Chiesa del Carmine. La chiusura dell'Anno Giubilare, inizialmente prevista per il 22 Aprile 2020, è stata rinviata al termine dell'emergenza sanitaria da Covid-19.